# Eduardo Gómez (színművész)
Eduardo Gómez Manzano (Madrid, 1951. július 27. – Madrid, 2019. július 28.) spanyol színész.

## Filmjei
- 'Börtönbe mindenki! (Todos a la cárcel) (1993)
- 'P. Tinto csodája (El milagro de P. Tinto) (1998)
- 'A nevetés halála (Muertos de risa) (1999)
- 'Hogyan beszélnek a lepkék? (La lengua de las mariposas) (1999)
- 'A bankrablás nagy öregjei (Maestros) (2000)
- 'A lakóközösség (La comunidad) (2000)
- '800 golyó (800 balas) (2002)
- 'Mortadelo és Filemón nagy kalandja (La gran aventura de Mortadelo y Filemón) (2003)
- '800 golyó (800 balas) (2002)
- El oro de Moscú (2003)
- Ez a ház totál gáz (Aquí no hay quien viva) (2003–2006, tv-sorozat, 80 epizódban)
- El chocolate del loro (2004)
- Elszabott frigy (Crimen ferpecto) (2004)
- Torrente 3. – A védelmező (Torrente 3: El Protector) (2005)
- La que se avecina (2007–2013, tv-sorozat, 80 epizódban)
- El Señor Manolo (2014)
- Anacleto: Agente secreto (2015)
- Gym Tony (2015–2016, tv-sorozat, 26 epizódban)